# Kleines Altwasser
Koordinaten: 48° 59′ 45″ N, 8° 15′ 14″ O
Das Naturschutzgebiet Kleines Altwasser ist das kleinste Naturschutzgebiet im Landkreis Germersheim in Rheinland-Pfalz. Das etwa 13 ha große Gebiet, das im Jahr 1983 unter Naturschutz gestellt wurde, erstreckt sich nördlich der Ortsgemeinde Neuburg am Rhein. Unweit östlich verläuft die Landesstraße 556, ebenfalls östlich fließt der Rhein und verläuft die Landesgrenze zu Baden-Württemberg.
Schutzzweck ist die Erhaltung des vielfältig und reich gegliederten Altrheinzuges mit den Wasserflächen, Verlandungszonen, Schilf- und Riedflächen in allen seinen Erscheinungsformen als Standort seltener Pflanzenarten und Pflanzengesellschaften sowie als Lebensraum seltener, in ihrem Bestand bedrohter Tierarten und aus wissenschaftlichen Gründen.